# M. Night Shaym-Aliens!
"M. Night Shaym-Aliens!" er den fjerde episode i den første sæson af Rick and Morty. Den havde premiere på Adult Swim d. 13. januar 2014. Den er instrueret af Jeff Myers og skrevet af Tom Kauffman. Justin Roiland lægger stemme til begge hovedpersonerne; Rick Sanchez og Morty Smith, Chris Parnell lægger stemme til Jerry Smith, og Sarah Chalke lægger stemme til Beth Smith. Summer Smith, der normalt bliver stemmelagt af Spencer Grammer, optræder ikke i episoden.
Afsnittet blev set af omkring 1,32 mio. personer ved første visning.